# Kanton Beauvoir-sur-Niort
Kanton Beauvoir-sur-Niort is een voormalig kanton van het Franse departement Deux-Sèvres. Kanton Beauvoir-sur-Niort maakte deel uit van het arrondissement Niort en telde 4514 inwoners (1999).

## Geschiedenis
Het kanton werd opgeheven bij decreet van 18 februari 2014 met uitwerking op 22 maart 2015 en de gemeenten werden opgenomen in het kanton Mignon-et-Boutonne, met uitzondering van de gemeente Granzay-Gript, die werd opgenomen in het kanton Frontenay-Rohan-Rohan.

## Gemeenten
Het kanton Beauvoir-sur-Niort omvatte de volgende gemeenten:
- Beauvoir-sur-Niort (hoofdplaats)
- Belleville
- Boisserolles
- Granzay-Gript
- La Foye-Monjault
- Marigny
- Prissé-la-Charrière
- Saint-Étienne-la-Cigogne
- Thorigny-sur-le-Mignon